# Paguropsis typica
Paguropsis typica är en kräftdjursart som beskrevs av Henderson 1888. Paguropsis typica ingår i släktet Paguropsis och familjen Diogenidae. Inga underarter finns listade i Catalogue of Life.